# 氟硅酸镁
氟硅酸镁（Magnesium fluorosilicate），别名硅氟化镁，化学式MgSiF6。一般为六水合物（MgSiF6·6H2O）形式，相对分子质量274.48。

## 性质
六水合物为白色无气味结晶。该结晶难潮解而可风化，风化过程会失去结晶水。相对密度1.788，熔点120°C（分解）。在80°C以上时会脱水分解，同时释放气体四氟化硅。该结晶在水中溶解度高，溶解后可得酸性溶液。此外还可在稀酸中溶解，在氢氟酸中难溶解，不溶于醇。与碱发生化学反应时，其反应物产物包括二氧化硅及相应的氟化物。该物质具有毒性。
氟硅酸镁是单斜晶系的，不过其它结构也是已知的。

## 用途
在制作混凝土时，可以用于改善其强度与硬度的硬化剂，同时也是一种防水剂。此外在硅石表面处理中，可用作氟风化处理。由于毒性可以杀虫，亦可用作织物防虫，或者作为杀虫剂的活性成分之一。此外还可以在陶瓷制作中使用。

## 制备
净化后的氟硅酸溶液在反应器中用菱苦土粉悬浮液中和至pH＝3～4时，即得氟硅酸镁溶液。再经过滤、浓缩结晶、离心分离、干燥，得到氟硅酸镁成品。
{\displaystyle {\rm {\ H_{2}SiF_{6}+MgO\rightarrow MgSiF_{6}+H_{2}O}}}
氟硅酸镁也可以由镁化合物和氢氟酸在二氧化硅下反应而成。
{\displaystyle \mathrm {MgO+SiO_{2}+6\ HF\longrightarrow Mg[SiF_{6}]+3\ H_{2}O} }